# Morazán (Gwatemala)
Morazán – miasto w środkowej części Gwatemali w departamencie El Progreso, leżące w odległości około 30 km na północny zachód od stolicy departamentu i około 120 km na północ od stolicy kraju Gwatemali, w górach Sierra de las Minas, nad rzeką Río Morazán. Jest siedzibą władz gminy o tej samej nazwie, która w 2012 roku liczyła 12 063 mieszkańców. Gmina jest średniej wielkości, a jej powierzchnia obejmuje 329 km².